# Савостьяны
Савостья́ны — село в Долботовском сельском поселении Погарского района Брянской области. Расположено на реке Бойня, притоке Вабли. Улицы села: Воробьёвка, Заречная, Молодёжная, Новая, Речная, Советская (всего около 170 дворов). В селе имеется отделение связи.
Село имеет, по-видимому, древнее происхождение, так как в польской грамоте 1658 года оно уже упоминается как издавна существующее:
Swietey pataieci naiasnieyszy krol Zygmont III, pan ociec y antecessor nasz, pewne dobra w woiewodztwie Czernihowskim lezace Sebestyanowycze nazwane, prawem lennym wieczystym urodzonemu Tymotheuszowi Woronie, pisarzowi grodskiemu starodubowskiemu, za wierne y odwazne... uslugi ze wszytkiemi przynaleznosciami do tych dobr Sebestyanowicz zdawna nalezacemi, toiest siedliskami Buki, Dworzyscze, Widikowicze, Turowicze nazwanemi, po Jgnacie Burowow y po bracie iego, dac y confermowac raczyl...
Соседние населённые пункты — Баклань, Долботово, Михайловск, Абаринки, Красный Октябрь.